# Zygophylax arborescens
Zygophylax arborescens är en nässeldjursart som beskrevs av Eugène Leloup 1931. Zygophylax arborescens ingår i släktet Zygophylax och familjen Lafoeidae.
Artens utbredningsområde är Indiska oceanen. Inga underarter finns listade i Catalogue of Life.